# Seznam osobností Prostějova
Seznam rodáků a obyvatel Prostějova je seznamem encyklopedicky významných osobností, které se narodily či pobývaly v Prostějově.

## Rodáci

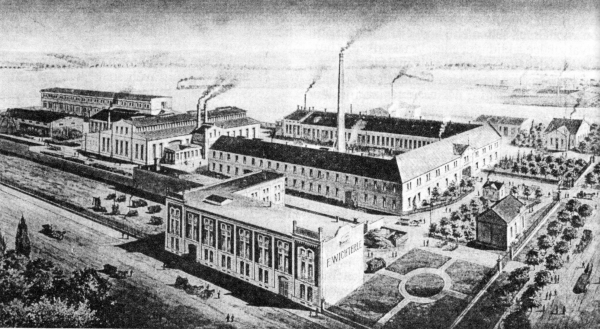
Prostějov, továrna F. Wichterle po roce 1900

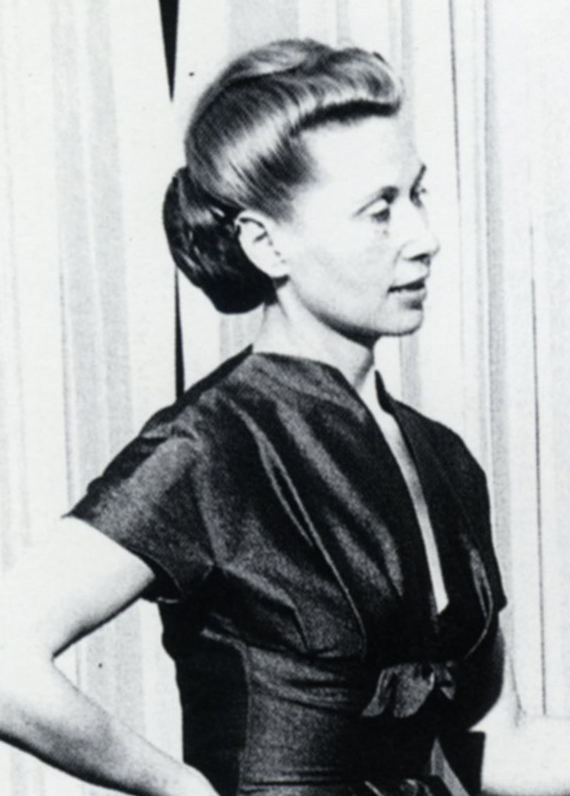
Lola Beer Ebner (1910–1997), izraelská módní návrhářka, narozená v Prostějově

- Jan Filipec (asi 1431–1509), varadínský biskup v 15. století
- Matěj Rejsek (asi 1450–1506), architekt (gotika)
- Jindřich Václav Richter, (1653–1696), jezuita
- Veith Ehrenstamm (1763–1827), průmyslník
- Gideon Brecher (1797–1873), lékař a spisovatel
- Franz Mandelblüh (1807–1878), právník a politik, poslanec Moravského zemského sněmu, říšské rady a starosta Olomouce
- Wenzel Messenhauser (1813–1848), důstojník a spisovatel
- Moritz Steinschneider (1816–1907), orientalista, zakladatel moderní hebrejské bibliografie, autor pojmu antisemitismus
- Johann von Berger (1816–1870), politik, spisovatel a právník
- Franz Kuhn von Kuhnenfeld (1817–1896), rakousko-uherský ministr války
- Jan Chmelař (1817–1896), politik
- Mayer Mandl (1820/1821–1888), podnikatel v oděvním průmyslu
- Ignaz Mandl (1823–1902), podnikatel v oděvním průmyslu
- Josef Novák (1825–1894), římskokatolický kněz, v letech 1863–1893 prostějovský farář a děkan, čestný občan města Prostějova, sídelní kanovník v Olomouci
- Adolf Beer (1831–1902), historik
- Jan Rudolf Demel (1833–1905), pedagog
- Eugen Felix (1836–1906), malíř
- František Wichterle (1840–1891). podnikatel
- Max Fleischer (1841–1905), vídeňský architekt
- Ignaz Brüll (1846–1907), rakouský skladatel a klavírista
- Alois Czerny (1847–1917), etnograf
- Nathan Porges (1848–1924), rabín
- Karel Vojáček (1848–1899), lékárník, starosta, mecenáš
- Georg Schmiedel (1855–1929), učitel a zakladatel hnutí Přátelé přírody
- Konrad Loewe (1856–1912), herec a dramatik
- Rudolf Konečný (1856–1928), stavitel, spolumajitel stavební firmy Konečný & Nedělník
- Karla Vojáčková (1858–1905), mecenáška
- Robert Holzer (1859–1938), dekorační malíř, krajinář a jevištní výtvarník
- Richard Mandl (1859–1918), rakouský skladatel
- Edmund Husserl (1859–1938), německý filosof českého původu, zakladatel fenomenologie
- Josef Leopold Václav Dukát (1684–1717), řeholní skladatel
- František Kovářík (1865–1942), ministr veřejných prací 1920–1921, spolumajitel firmy Wichterle a Kovářík (Wikov)
- Antonín Gottwald (1869–1941), archeolog
- Richard Stein (1871–1932), nakladatel
- Růžena Reichstädterová (1872–1928), učitelka, politička, senátorka
- Karel Dostál-Lutinov (1871–1923), římskokatolický kněz, prostějovský farář, spisovatel a básník, iniciátor a vůdčí osobnost Katolické moderny
- Wolfgang Kallab (1875–1906), rakouský historik umění
- Arthur Scheller (1876–1929), astronom
- Pankraz Schuk (1877–1951), rakouský spisovatel
- Zdeněk Bažant (1879–1954), profesor stavební mechaniky a stereotomie
- Jan Bažant (1881–1966), významný stavitel a architekt
- Vilém Hemerka (1881–1932), malíř
- Jaroslav Stuka (1883–1968), český dirigent, sbormistr, hudební skladatel a pedagog
- Ladislav Zamykal (1884–1937), katolický kněz, vysvěcen 1907, od roku 1910 redaktor a šéfredaktor olomouckého obdeníku Našinec, který přetrval až do roku 1948. Zakladatel Družiny literární a umělecké v Olomouci (1913).
- Franz Fiedler (1885–1956), fotograf
- Alois Bábek (1885–1951), politik
- Jan Šafařík (1886–?, od roku 1914 nezvěstný), malíř
- Arnošt Rolný (1887–1950), průmyslník
- Johanna Jeništová-Fiedlerová (1888–1966), fotografka
- Vladimír Ambros (1890–1956), skladatel, dirigent a pedagog, jeden z předních představitelů brněnské skladatelské školy Leoše Janáčka
- Carmen Cartellieri (1891–1953), herečka
- Jan Uher (1891–1942), pedagog, psycholog a sociolog; profesor na Masarykově univerzitě, popraven nacisty
- Vasil Kaprálek Škrach (1891–1943), filozof a sociolog, archivář a sekretář Tomáše Garrigua Masaryka
- Max Zweig (1892–1992), dramatik
- Alois Doležel (1893–1984), malíř a středoškolský učitel
- Vojtěch Janoušek (1897–1969), vlastivědný pracovník, autor knihy Prostějovský okres
- Jaroslav Brož (1898–1979), československý generál
- Jiří Wolker (1900–1924), český básník
- Edvard Valenta (1901–1978), prozaik, básník a publicista
- Rudolf Plajner (1901–1987), pedagog, propagátor skautingu
- Bernhard Heilig (1902–1943), ekonom a historik
- Hana Wichterlová (1903–1990), sochařka
- František Wolf (1904–1989), matematik
- Jan Tříska (1904–1976), akademický sochař a medailér
- Mečislav Kuraš (1905–1964), chemik, působící na Univerzitě Palackého v Olomouci
- Jarmila Bechyňová (1906–1992), herečka
- Alois Fišárek (1906–1980), malíř
- Vilém Sacher (1907–1987), generálporučík, válečný hrdina, signatář Charty 77
- Josef Šafařík (1907–1992), filozof, esejista a dramatik
- Bohuslav Kraus (1907–1983), právník, vlastivědný pracovník
- Eugen Vencovský (1908–1999), psychiatr
- Pravdomil Svoboda (1908–1978), český dendrolog, zakladatel Arboreta v Kostelci nad Černými lesy
- Alois Cetkovský (1908–1987), hokejista
- Josef Mach (1909–1987), režisér
- František Panuška (1909–1992), římskokatolický teolog, duchovní, vysokoškolský pedagog
- Lola Beer Ebner (1910–1997), izraelská módní návrhářka
- Oldřich Beránek (1912–1998), římskokatolický kněz, katecheta, v 50. letech vězeň režimu, historik
- Oskar Spáčil (1912–1978), průmyslový výtvarník a grafik
- Otto Wichterle (1913–1998), chemik, vynálezce kontaktních čoček
- Ivo Ducháček (1913–1988), novinář a politik
- Josef Jaške (1913–2001), válečný pilot, absolvent leteckého výcviku v Prostějově. První český velitel 313. československé stíhací perutě RAF.
- Susi Weigelová (1914–1990), rakouská ilustrátorka dětských knih
- Manon Chaufor (1914–1970), tanečnice, zpěvačka, choreografka, herečka
- Herma Svozilová-Johnová (1914–2009), novinářka, básnířka, prozaička
- Bohuslav Kovařík (1915–1969), palubní střelec 311. československé bombardovací perutě RAF a radarový operátor 68. noční stíhací perutě RAF.
- Josef Polišenský (1915–2001), historik specializující se na novověké dějiny českých zemí, Evropy a Latinské Ameriky
- Drahoš Jirotka (1915–1958), hokejista
- Josef Bezslezina (1917–1945), mechanik v Optikotechně a oběť nacismu. Patřil k 21 lidem popraveným po Přerovském povstání na vojenské střelnici v Olomouci-Lazcích.[1]
- Jaroslav Dohnal (1917–1943), plukovník in memoriam, 313. stíhací peruť RAF
- Linda Wichterlová (1917–2023), stomatoložka, vědkyně, manželka Otto Wichterleho
- Karel Vaca (1919–1989), výtvarník
- Alžběta Zelená-Kleinerová (1919–2004), malířka a grafička
- Vladimír Machonin (1920–2012), český architekt, jeden z představitelů brutalismu
- Bedřich Seliger (1920–2012), voják
- Zdeněk Hybler (1921–1993), malíř, grafik a scénograf
- Věra Běhalová (1922–2010), historička umění a architektury
- Míla Doleželová (1922–1993), malířka
- Alexej Pludek (1923–2002), spisovatel a politik
- Miloš Filip (1926–1966), sklářský výtvarník a návrhář, sochař
- Naďa Chmelařová (1926–2016), herečka
- František Spurný (1927–2004), historik, archivář, pedagog, publicista
- Pavel Machonin (1927–2008), sociolog
- František Sysel (1927–2013), restaurátor a malíř
- Dušan Janoušek (1928–1996), malíř
- Maud Michal Beerová (* 1929), spisovatelka a přeživší holokaust
- Jiřina Prekopová (1929–2020), psycholožka
- Otokar Hořínek (1929–2015), sportovní střelec, olympionik
- Miloš Zapletal (1930–2025), spisovatel pro mládež
- Bohumír Kolář (1932–2020[2]), spisovatel
- Ivo Možný (1932–2016), sociolog
- Milan Dvořák (* 1934), skladatel a klavírista
- Antonín Přidal (1935–2017), překladatel, spisovatel, publicista
- Vlastimil Kadlec (1935–2020), sportovní novinář
- Jiří Kuběna (1936–2017), básník
- Karel Novák (1936–2021), fotograf
- Miloš Hubáček (* 1937), autor literatury faktu
- Milan Růžička (1937–2011), filmový a televizní režisér
- Milena Dvorská (1938–2009), herečka
- Otto Horský (* 1938), cestovatel
- Vladimír Körner (* 1939), prozaik, scenárista a dramaturg
- Miroslav Pišťák (* 1939), politik, starosta a primátor Prostějova
- Karel Dyba (* 1940), politik, profesor, bývalý velvyslanec OECD v Paříži
- Karel Kavička (* 1940), historik
- Miroslav Zikmund (* 1940), starosta Prostějova
- Mojmír Opletal (* 1941), geolog
- Gabriela Wilhelmová (1942–2002), herečka
- Jitka Balatková (* 1942), historička a archivářka
- Pavel Jansa (* 1942), lékař a spisovatel
- Ladislav Županič (1943–2023), herec
- Petr Chudožilov (* 1943), spisovatel
- Milan Kubes (1943–2014), novinář
- Pavel Dyba (* 1944), fotbalista
- Oldřich Machač (1946–2011), československý hokejový obránce
- Bob Pacholík (* 1947), fotograf
- Miroslav Černošek (* 1948), sportovní podnikatel a funkcionář
- Nina Škottová (1949–2018), politička
- Alena Crhonková (* 1949), grafička
- Vladimír Vačkář (* 1949), dráhový cyklista
- Olga Katolická (1951–2020), novinářka
- Bohumil Krčil (1952–1992), fotograf, spisovatel
- Vlastimil Petržela (* 1953), fotbalista a fotbalový trenér
- Zdeněk Čížek (* 1953), fotbalista
- Ivo Šmoldas (* 1955), redaktor a nakladatel
- Mikoláš Axmann (* 1955), grafik a univerzitní pedagog
- Ivo Lužný (* 1957), politik a aktivista, jeden z vůdců sametové revoluce v Prostějově
- Ladislav Svozil (* 1958), hokejista
- Eva Zatloukalová (* 1958), pedagožka, ochránkyně přírody, předsedkyně ČSOP Iris Prostějov
- Vladimír Balaš (* 1959), právník
- Hana Bartková (* 1960), regionální historička
- Jiří Víšek (1960–2022), fotograf
- Luděk Mikloško (* 1961), fotbalista
- Ladislav Okleštěk (* 1961), politik, hejtman Olomouckého kraje
- Petr Hořava (* 1963), fyzik
- Petr Lessy (* 1964), bývalý policejní prezident
- Libor Štefánik (* 1964), generál letectva
- Gorazd Pavel Cetkovský (* 1964), kněz
- Karel Nováček (* 1965), bývalý československý a český tenista
- Pavlína Pořízková (* 1965), americká modelka a herečka českého původu
- Jiří Peňás (* 1966), novinář
- Jana Gáborová (* 1967), novinářka, pedagožka, mluvčí Magistrátu města Prostějova
- Michal Šverdík (* 1968), novinář
- Rena Dumont (* 1969), německá herečka a spisovatelka českého původu
- Robert Změlík (* 1969), olympijský vítěz v desetiboji
- Robert Vlk (* 1970), biolog
- Lenka Civade (* 1971), spisovatelka, novinářka a malířka
- Michal Čunderle (* 1971), teatrolog, scenárista a spisovatel knih pro děti.
- Hana Naiclerová (* 1972), politička, nositelka Ceny za odvahu Nadačního fondu proti korupci
- Kateřina Piňosová (* 1973), výtvarnice, spisovatelka a překladatelka
- Petr Marek (* 1974), hudebník a frontman skupiny MIDI LIDI a filmový režisér
- Gabriela Míčová (* 1975), herečka
- Marta Hošková-Hošťálková (* 1976), malířka a sochařka
- Tomáš Poláček (* 1977), novinář
- Helena Šulcová (* 1978), rozhlasová a televizní moderátorka, moderovala v ČT, na Primě, Radiožurnálu i Frekvenci 1
- Martin Richter (* 1977), hokejista
- Ondřej Kolář (* 1978), teolog a překladatel
- Jindřich Skácel (* 1979), fotbalista
- Petr Kumstát (* 1981), hokejista
- Leona König (* 1981), moderátorka, herečka, producentka
- Lukáš Krajíček (* 1983), hokejista
- Jana Horáková (* 1983), cyklistka
- Pavlína Tichá (* 1984), juniorská mistryně republiky v tenise, trenérka
- Petra Cetkovská (* 1985), tenistka
- Ondřej Mucha (* 1986), varhaník a hudební pedagog
- Martin Hájek (* 1986), historik a knihovník
- Petr Pohl (* 1986), hokejista působící v Německu
- Tereza Kvapil Pokorná (* 1986), sociální pracovnice, redaktorka, filantropka
- Nikkarin (* 1987), výtvarník, autor komiksů
- Radek Meidl (* 1988), hokejista
- Pavel Dreksa (* 1989), fotbalista
- Antonín Honejsek (* 1991), hokejista
- Eva Hacurová (* 1993), herečka
- Jakub Čech (* 2000), občanský aktivista a novinář
- Jakub Menšík (* 2005), český tenista
- Kristýna Piňosová (* 2005), česká jachtařka, juniorská mistryně světa a Evropy (2023)

### V Prostějově žili a pracovali
- Jan Černý (1456–1530), lékař a kněz
- Jan z Pernštejna (1487–1548), moravský zemský hejtman
- Jan Adelf Městecký (1520–1593), utrakvistický kněz a spisovatel
- Jiří Dikast (1559–1630), náboženský spisovatel, administrátor podobojí
- Meir Eisenstadt (1670–1744), rabín
- Juda Lejb Prossnitz (1670–1730), kazatel
- Jonathan Eybeschütz (1690–1764), rabín
- Jan Alois Hanke (1751–1806), moravský osvícenský historik, spisovatel a humanista
- Cvi Jehošua ha-Levi Horowitz (1754–1816), rabín
- Florián Novák (1821–1876), politik, první český starosta Prostějova
- Johann Zajiček (1828–1915), politik, poslední německý starosta Prostějova
- Eduard Skála (1842–1918), cukrovarník a politik, poslanec Říšské rady
- Josef Vrla (1844–1896), tiskař, vlastivědný pracovník
- František Koželuha (1845–1912), katolický kněz, sběratel lidových písní a české slovesnosti
- Josef Nedělník (1850–1931), stavitel, spolumajitel stavební firmy Konečný & Nedělník
- Václav Spitzner (1852–1907), botanik, pedagog
- František Josef Hlaváček (1853–1937), novinář a básník
- Václav Perek (1859–1940), politik, expert na školství, podílel se na Moravském vyrovnání („Lex Perek“)
- František Faktor (1861–1911), chemik a středoškolský pedagog
- Ondřej Přikryl (1862–1936), politik, starosta Prostějova
- Josef Krapka (1862–1909), politik, novinář, spisovatel
- Václav Horák (1863–1931), novinář a tiskař
- František Havránek (1867–1944), zahradní architekt a městský zahradník, který vypracoval koncepci zeleně a zahradních úprav na prostějovském hřbitově v Brněnské ulici[3]
- Jaroslav Mathon (1867–1953), lékař, sběratel, amatérský historik umění
- Arnold Korff (1870–1944), rakouský herec
- Bruno Winter (1873–1942), podnikatel a sběratel umění
- František Starý (1874–1961), hřbitovní farář, památkář[4]
- Carl Techet (1877–1920), satirický spisovatel
- Ludwig Erik Tesar (1879–1968), filozof
- Jaroslav Kučera, (1884–1945), novinář politik
- Bohumil Hacar (1886–1974), astronom, matematik, fyzik
- Josef Přikryl (1887–1980), římskokatolický kněz, katecheta, v letech 1952–1959 kaplanem v Prostějově, inspektor náboženství, arcibiskupský rada
- Jan Sedláček (1888–1960), politik, starosta Prostějova
- Olga Konečná-Mulaczová (1888–1957), grafička, kreslířka, knižní ilustrátorka, sochařka, autorka gobelínů
- Viktor Hohaus (1889–1981) malíř a grafik
- Jan Kühndel (1889–1970), učitel, muzeolog, archivář, odborný publicista
- Alois Král (1895–1945), učitel a ředitel školy na Husově náměstí, odbojář, umučen v Terezíně[5]
- Jan Poláček (1896–1968), sběratel lidových písní
- Jan Nehera (1899–1958), majitel konfekční továrny
- Eduard Žáček (1899–1973), funkcionalistický architekt
- Václav Ševčík (1900–1971), fotograf
- Leo Lehner (1900–1981), rakouský skladatel
- Antonín Navrátil (1902–1975), architekt
- Josef Glivický (1903–1991), pedagog, editor, popularizátor výtvarného umění
- Jan Tříska (1904–1976), sochař a medailér
- Josef Duda (1905–1977), vojenský letec, účastník druhé světové války
- Oldřich John (1907–1961), politik, starosta a předseda MěstNV Prostějov
- František Kopečný (1909–1990), český bohemista a slavista. Zabýval se etymologií a dialektologií
- Metoděj Mičola (1911–1942), římskokatolický kněz, salvatorián, oběť heydrichiády
- Jaroslav Mencl (1912–1985), amatérský filmový režisér
- Vincenc Šalša (1916–1995), římskokatolický kněz, v letech 1940–1946 kaplanem v Prostějově, arcibiskupský rada, dlouholetý vězeň komunistického režimu[6]
- Bohuslav Eliáš (1920–2005), pedagog, filozof a překladatel
- Miloš Libra (1921–1970), architekt, designér, výtvarník
- Blahoslav Adamík (1925–2008), architekt a výtvarník
- Kamil Sedláček (1926–2011), tibetolog
- Josef Dolívka (1934–2021), sběratel, kurátor výstav výtvarného umění, editor a publicista[7]
- Marcella Dostálová (1934–2019), básnířka a spisovatelka knih pro děti[8][9]
- Léon Karný (1935–2008), archivář a historik
- Eva Suchánková (* 1935), divadelní pedagožka a amatérská herečka, zakladatelka Divadelního spolku Historia
- Ludmila Grůzová (1936–2011), archivářka a historička
- Jan Šverdík (1938–2004), starosta města Prostějova
- Václav Marek (* 1945), první ředitel Cyrilometodějského gymnázia, zasloužil se o jeho rozvoj [10]
- Václav Kolář (1946–2017), pedagog
- Jan Roubal (1947–2015), divadelní teoretik, pedagog, historik a překladatel
- Pavel Marek (* 1949), emeritní prof. českých dějin 19. a 20. stol. se zaměřením na politickou a kulturní oblast
- Alena Rašková (* 1949), politička, bývalá primátorka Prostějova
- Miloš Košíček (1950–2014), disident, farář Československé církve husitské a jeden z vůdců sametové revoluce v Prostějově
- Světluše Košíčková (* 1951), disidentka a farářka Československé církve husitské
- Blanka Vysloužilová (1959–2022), úřednice, manažerka, tajemnice Magistrátu města Prostějova
- Marie Dokoupilová (1960–2025), historička
- Roman Štolpa (* 1964), herec a režisér[11]
- Eva Leinweberová (* 1973), herečka[12]